# 溫晉韓
溫晉韓（1902年—1981年），又名溫仲琦，中國國民黨黨員，長時間追隨主政廣東的陳濟棠，為廣州市長李揚敬將軍及國軍一級上將薛岳重要文膽，教育部長朱家驊的得意門生。

## 生平
生於廣東蕉嶺。
1921年畢業於梅縣德國瑞八色教會所辦育樂中學後，進入北京大學主修經濟，同年由北大德文系主任朱家驊介紹入國民黨。
1927年由朱家驊介紹至廣州政治分會(轄粵桂黨政軍，時李濟深擔任主席)擔任幹事，同年北上擔任北京特別市清黨委員，隔年，返廣州任特別市黨部青年婦女運動委員會秘書。1928年陳濟棠任第四軍長兼東西區善後委員並力荐溫為西區善後署秘書，此後遂留粵工作。
1929年溫擔任八路軍政治部科長隨八路軍總指揮陳濟棠由粵入桂，負責進擊李宗仁、張發奎，途中奉陳濟棠命令兼任廣西省黨部委員及宣傳部長，隔年兼任梧州民國日報社長。
1931年南京國民政府籌備結束訓政召開國民大會，被提名為廣西省代表，同年任中央西南執行部宣傳委員、廣州民國日報總編輯及廣東省黨部委員。
1934年陳濟棠派溫出席於南昌舉行的八省民生聯合會議，為粵省參加中央會議第一人，廣東各官員私下稱溫為“粵省大使”。
1936年9月發生九一八事變後廣東與中央交好，遂兩度派溫(時任廣東合作事業局長)與廣東財政廳長區芳蒲偕同北上與中央政府協商。
1938年出任中央青年團訓練秘書及訓練教官。1939年任湖南省府機要秘書，後改派任省禁煙委員會主秘代理主委職務。1941年湘省主席薛岳任命溫為社會處長並允社會處荐任以上官員皆由溫親自遴選。1941年出任湖南省黨部委員兼組訓處長。
1942年任湖南省民政廳主秘。1944年任湘桂鐵路特別黨部主委後調任組織部專門委員，幾年後由朱家驊部長囑中央大學張乃燕校長同溫會晤貴州省主席楊森將軍，並同意任溫為羅甸縣長。
1947年應廣東中國文化大學校長吳敬軒博士之邀擔任教授。1949年宋子文辭粵省主席由薛岳接任並聘溫為廣東省政府顧問，後又兼任糧食經理委員會副主委、民食調配局委員兼總幹事、粵公賣局長、廣州特別市財政局長及稅捐稽徵處長。
後期隨國民政府撤退，先至香港後輾轉到臺灣，于1954年任苗栗縣賴順生縣長秘書，自1957年起由劉定國任縣長時改任地政科長，歷任賴順生、劉定國、林為恭、黃文發四位縣長，首創“土地登記銀行化”制度，施行後因成效良好而由臺灣省政府公告並施行全台，擔任科長12年後退休獲行政院頒“優良公務員獎狀”，退休當時中華日報大篇幅報導譽溫為“公務員模範”。
1981年5月因肺炎併發敗血症病逝於臺北榮總，享年79歲。